# Setge de Zara (1202)
El setge de Zara (o Zadar) (croat: Opsada Zadra; 10-24 de novembre del 1202) fou el primer gran combat entaulat durant la Quarta Croada i el primer atac de croats catòlics contra una ciutat de la seva mateixa religió.
El 1198, el papa Innocenci III publicà diverses encícliques cridant els cristians a reprendre Terra Santa als musulmans. Al contrari del que havia passat en la Segona Croada i la Tercera Croada, el papa desitjava exercir un major control sobre les tropes. El pla era envair l'Egipte aiúbida, conquerir el delta del Nil i, des d'allí, avançar cap a Palestina. Innocenci III encarregà a la República de Venècia (una de les principals potències navals d'Europa en aquella època) la construcció d'una flota. El pla era reclutar 35.000 soldats i salpar l'abril del 1202. Tanmateix, diversos problemes acabaren retardant o impedint l'arribada de molts homes i només es reuniren 12.000 croats. En minvar el suport de Roma, els croats es trobaren amb escassos recursos per pagar-se l'allotjament o el viatge a Terra Santa. La classe política de Venècia els informà que acceptaria la conquesta de Zara, una ciutat cristiana de la costa de Croàcia, com a pagament parcial del deute.
Zara s'havia rebel·lat contra la República de Venècia el 1183 i des d'aleshores estava sota protecció del papa i del rei Emeric I d'Hongria. Molts croats es negaren a participar en la invasió, però com a mínim 10.000 acceptaren el tracte i travessaren el mar Adriàtic amb les forces venecianes.
Els croats investiren la ciutat de Zara en 10 de novembre del 1202 i en dues setmanes ja havien pres la regió. La notícia que un exèrcit croat havia saquejat una ciutat cristiana sacsejà Europa. El papa Innocenci III decidí excomunicar tots els participants en la massacre de Zara (incloent-hi els venecians). Mentrestant, els croats salparen cap a Constantinoble, que també assetjarien i conqueririen dos anys més tard.